# Aspidium sancti
Aspidium sancti là một loài dương xỉ trong họ Tectariaceae. Loài này được Pauli Christ mô tả khoa học đầu tiên năm 1907.
Danh pháp khoa học của loài này chưa được làm sáng tỏ. 